# 黄世邏
黄 世邏（ふぁん せら、2003年2月3日 - ）は、ジャパンラグビーリーグワンのNECグリーンロケッツ東葛に所属しているラグビーユニオン選手。

## 略歴
愛知朝鮮中学校1年からラグビーを始める。愛知県の強豪、中部大学春日丘高等学校に進学する。
高3の時に、花園（全国高等学校ラグビーフットボール大会）でベスト8となる。
関西学院大学に入り、2年時に関西大学春季トーナメント2回戦（京都産業大学戦）で、左プロップ先発で大学公式戦に初出場した。
3年時、2023年5月から6月にかけて、U20日本代表およびジュニア・ジャパンとして、ニュージーランド学生代表戦と、ワールドラグビーパシフィックチャレンジ2023で、全試合出場した。
4年時には、関東ラグビーフットボール協会100周年記念大会において、西軍学生代表として出場した。
2025年1月23日、ジャパンラグビーリーグワンのNECグリーンロケッツ東葛へ、アーリーエントリーでの入団を発表した。同年3月、関西学院大学卒業。